# Pallacanestro Reggiana 2008-2009
La Pallacanestro Reggiana 2008-2009, sponsorizzata Trenkwalder, ha preso parte al campionato professionistico italiano di Legadue.

## Risultati
- Legadue:
  - stagione regolare: 14º posto su 16 squadre (13-17).

## Roster
| Giocatori |
| --------- |

|    | Naz.                                         | Ruolo | Sportivo          | Anno | Alt. | Peso |  |
| -- | -------------------------------------------- | ----- | ----------------- | ---- | ---- | ---- |  |
| 6  | Stati Uniti (bandiera) · Germania (bandiera) | C     | Chris Heinrich    | 1977 | 208  | 120  |  |
| 7  | Italia (bandiera)                            | GA    | Matteo Maestrello | 1981 | 198  | 94   |  |
| 9  | Italia (bandiera)                            | A     | Nicolò Melli      | 1991 | 204  | 98   |  |
| 10 | Italia (bandiera)                            | P     | Filippo Masoni    | 1982 | 190  | 88   |  |
| 11 | Italia (bandiera)                            | AC    | Luca Infante      | 1982 | 204  | 105  |  |
| 12 | Italia (bandiera)                            | P     | Robert Fultz      | 1982 | 190  | 90   |  |
| 13 | Stati Uniti (bandiera)                       | GA    | Alvin Young       | 1975 | 191  | 89   |  |
| 14 | Italia (bandiera)                            | P     | Marco Carra       | 1980 | 187  | 80   |  |
| 20 | Italia (bandiera)                            | AC    | Andrea Ancellotti | 1988 | 212  | 93   |  |

| Staff tecnico                     |
| --------------------------------- |
| Allenatore: Franco Marcelletti    |
| dal 28 gennaio Alessandro Ramagli |
| Assistente: Massimiliano Menetti  |

| Giocatori acquisiti a stagione in corso |
| --------------------------------------- |

|    | Naz.                                     | Ruolo | Sportivo                        | Anno | Alt. | Peso |  |
| -- | ---------------------------------------- | ----- | ------------------------------- | ---- | ---- | ---- |  |
| 5  | Bulgaria (bandiera) · Francia (bandiera) | C     | Vasil Evtimov dal 4 dicembre    | 1977 | 208  | 120  |  |
| 4  | Italia (bandiera)                        | GA    | Giorgio Boscagin dal 5 febbraio | 1983 | 196  | 87   |  |
| 5  | Italia (bandiera)                        | AC    | Glen McGowan dal 19 febbraio    | 1981 | 204  | 107  |  |
| 16 | Argentina (bandiera) · Italia (bandiera) | GA    | Demián Filloy dal 26 marzo      | 1982 | 198  | 95   |  |

| Giocatori ceduti a stagione in corso |
| ------------------------------------ |

|   | Naz.                                     | Ruolo | Sportivo                        | Anno | Alt. | Peso |  |
| - | ---------------------------------------- | ----- | ------------------------------- | ---- | ---- | ---- |  |
| 5 | Bulgaria (bandiera) · Francia (bandiera) | C     | Vasil Evtimov fino al 9 gennaio | 1977 | 208  | 120  |  |
| 8 | Stati Uniti (bandiera)                   | A     | Bryant Smith fino al 13 marzo   | 1977 | 196  | 95   |  |

Legaduebasket: Dettaglio statistico